# La Cassette
Pour les articles homonymes, voir La Cassette (homonymie).
La Cassette (traduction Sommer, 1876) ou La Comédie de la corbeille (traduction Grimal, 1971) — en latin : Cistellaria — est une pièce de théâtre de Plaute (poète comique latin, 254–184), appartenant au genre de la comédie latine. 
C’est l’œuvre de l'auteur qui nous est parvenue avec le plus de fragments manquants : plus de 600 vers manquent toujours. Elle a probablement été représentée au cours de la deuxième guerre punique.
C’est l’exemple classique de la comédie avec tours de passe-passe et échange de personnes. La Cassette trouve son modèle dans le Synaristosae de Ménandre, qui montre certaines similitudes, admises par Plaute lui-même, mais pas très clairement dans une correspondance anonyme.
La forme de la comédie donne raison de penser aux chercheurs que des remaniements (appelés retractatio) ont été effectués, peut-être des mains de Plaute lui-même.

## Argument
Le titre provient d’une cassette ou corbeille (cistella) contenant des objets grâce auxquels Silénie, élevée par la courtisane Melénide, et qui enfant avait été exposée, sera finalement reconnue. Le jeune Alcésimarque s’éprend d'elle, et après avoir franchi toute une série d’obstacles, il pourra enfin l’épouser, lorsque l’on découvrira que Sélénie est la fille de Démiphon le voisin et qu'elle avait été abandonnée parce qu'elle était le fruit d’un amour extraconjugal. 

## Éditions en français
- Édouard Sommer, Comédies de Plaute, Hachette, 1876 : voir le texte sur Wikisource.
- Pierre Grimal, Plaute. Théâtre complet, 2 vols., Gallimard, 1971 (coll. Folio Classique, 1991)